# Державний знак якості СРСР

Державний знак якості СРСР.

Зображення Державного знаку якості СРСР з розмірами і кутами.

Державний знак якості СРСР — позначення, що використалося для маркування серійної продукції (товарів народного споживання і виробничо-технічного призначення) високої якості, що випускалася підприємствами СРСР.
Був введений в дію 20 квітня 1967 року з метою стимулювання підвищення якості і ефективності громадського виробництва.
За результатами держатестації якості товарів підприємства отримували право маркувати свою продукцію Державним знаком якості СРСР на термін від двох до трьох років. Порядок проведення держатестації якості затверджувався Комітетом стандартів, заходів і вимірювальних приладів при Раді міністрів СРСР.
Правила побудови і нанесення Знаку якості містяться в ГОСТ 1.9-67 від 7 квітня 1967 року. Знак наносився на товар або його упаковку, а також розміщувався в товаросупровідній документації, на ярликах і етикетках.
Державний знак якості СРСР є зображенням п'ятикутника, що асоціюється з п'ятикутною зіркою (одним з геральдичних символів СРСР), із зігнутими сторонами. Всередину вписано стилізовану першу літеру слова качество (якість) — К, повернену на 90° управо.